# Sonatines (Emmanuel)
Pour les articles homonymes, voir Sonatine (homonymie).

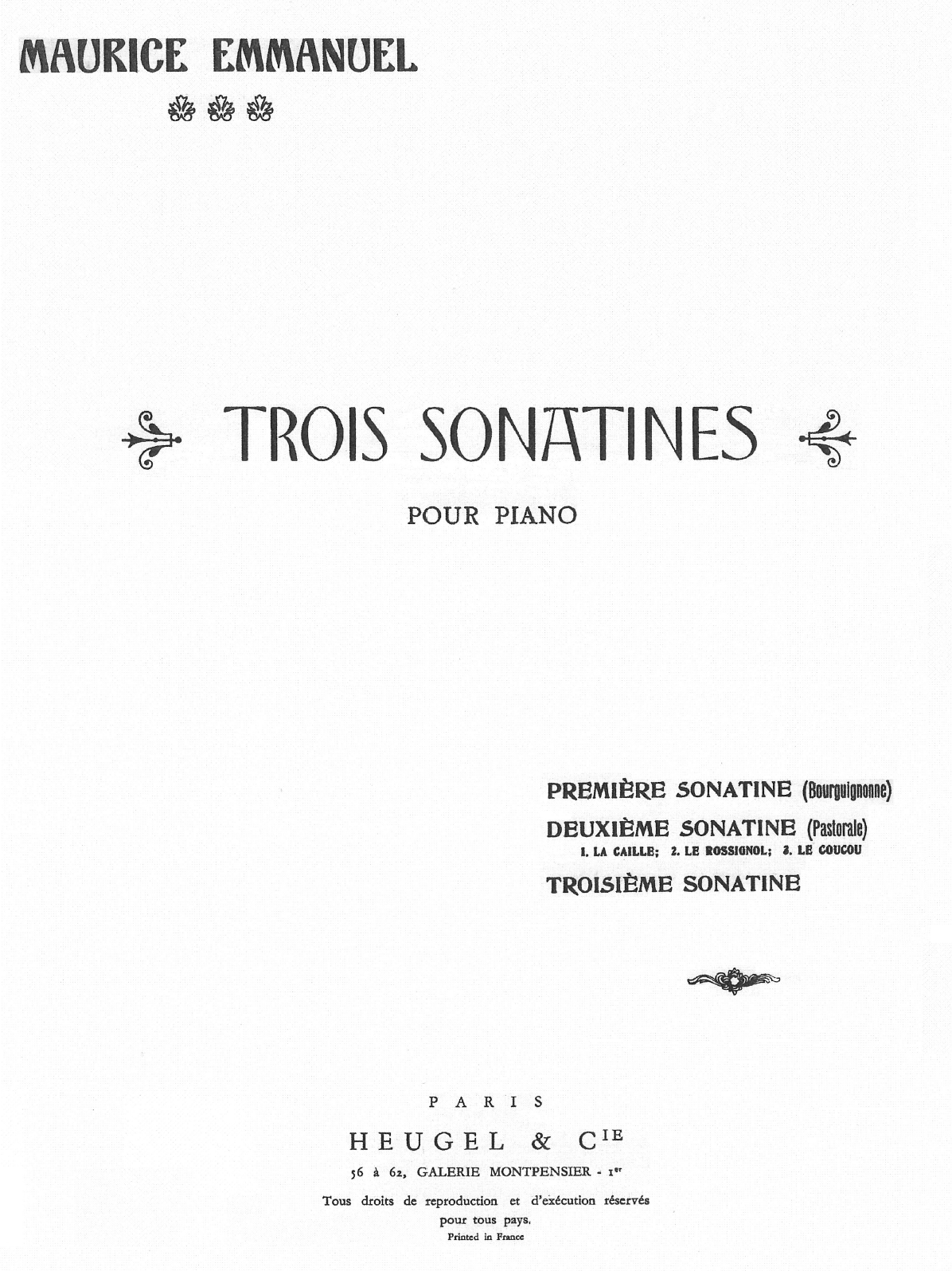
Couverture de l'édition originale des trois premières Sonatines (1923).

Maurice Emmanuel n'a composé pour le piano seul que six sonatines, entre 1893 et 1926. Œuvres brèves (la plus longue dépasse à peine les treize minutes et la totalité les trois quarts d'heure à peine) et variées, témoignant de l'évolution du langage de leur auteur, elles demeurent un des sommets de la littérature française pour piano.

## Première Sonatine,op.4,«bourguignonne»(1893)
1. Carillon I - Allegro con spirito
2. Danse I : Scherzando Branle à la manière de Bourgogne
3. Carillon II - Andante simplice  [sic]
4. Danse II : Giocoso Ronde à la manière morvandelle

Cette œuvre d'un jeune étudiant de Léo Delibes au Conservatoire, n'est publiée qu'en 1922. « Elle eut probablement étonné le public si je l'avais sortie de mes cartons après l'avoir écrite », déclarait modestement le compositeur. En réalité, son professeur avait repoussé cette partition audacieuse avec la sonate pour violoncelle, écrite à la même époque. Elle est créée le 14 mars 1923, à Dole par le pianiste Émile Poillot.
Maurice Emmanuel explique, en tête de la partition (éd. Heugel), comment la première pièce est construite sur un chant des enfants de chœur de Notre-Dame de Beaune (vers 1875) :
Pierr' le sonneur

Vieux radoteur

Qui fait des fug' en la mineur…
Et quatre carillons de St-Bénigne (mesure 29), la cathédrale de Dijon sonnant le quart, la demie, les trois quarts et l'heure. Les effets de perspective qui en résultent, « étonnamment neuve pour l'époque » (gamme par ton, accords parallèles, polytonalité, polymodalité), anticipent sur les recherches d'un Charles Ives, alors que Debussy n'en est alors qu'à ses Arabesques.
Le carillon de St-Bénigne reparaît à la fin de la ronde à la manière morvandelle, « de plus en plus détraqué » selon les indications du compositeur…

## Deuxième Sonatine,op.5,«pastorale»(1897)
1. La Caille (moderato ma jocoso)
2. Le rossignol ((adagio)
3. Le coucou (scherzo, leggero)

Contemporaine de la précédente, cette sonatine connaîtra le même sort et sera publiée en 1923. Elle fut créée le 11 novembre 1922 à Beaune par le pianiste Émile Poillot.
Maurice Emmanuel commentait cette partition en ces termes : « Je me suis fait, non pas l'imitateur, mais le commentateur, ému avec sincérité, des trois oiseaux de Beethoven ». En effet, le compositeur développe les trois pièces de cette sonatine en s'inspirant de la « scène au bord du ruisseau » de la symphonie pastorale.
La coda du rossignol (andante molto moto) offre la synthèse de ces chants, superposant l'appel de la caille, le trille du rossignol et la tierce descendante du coucou. Cette pièce, notée trois portées, fait appel à de nombreux croisements de mains.

## Troisième Sonatine,op.19(1920)
1. Moderato
2. Andante tranquillo
3. Vivace

Ce n'est que vingt ans après, alors qu'il avait composé sa Symphonie no 1 op. 18, et enseignait l'histoire de la musique au Conservatoire, que Maurice Emmanuel s'adresse à Yvonne Lefébure, une de ses élèves, pour créer cette troisième sonatine (Paris, 28 mai 1921). Elle se passionnera pour cette œuvre « toute ailée de triolets », et l'enregistre en 1974. 
Cette œuvre est très représentative de l'art d'Emmanuel : modes anciens (lydien, notamment) utilisés à des fins nouvelles, technique brillante (l’andante tranquillo commence avec la main gauche une octave au-dessus de la main droite…), mais « baignée de douceur et de paix », citation d'une « chanson bourguignonne » (« V'la que l’alouette chante » déjà harmonisée dans le no 24 des 30 chansons bourguignonnes en 1913) solidité et concision dans la composition.
La sonatine est dédiée à Isidor Philipp.

## Quatrième Sonatine, op.20, «en divers modes hindous» (1920)
1. Allegro
2. Adagio
3. Allegro deciso

Maurice Emmanuel commente, en première page de sa partition (éd. Durand), que « Les Hindous, qui possèdent 72 modes mélodiques (modes karnatiques, explorés plus tard par Jacques Charpentier), ne pratiquent point nos accords. Les pièces sont donc une utilisation harmonique, libre, de diverses échelles empruntées à ce très riche fond ».
Dans les mouvements extrêmes, le mode est celui de fa (avec si ) modifié chromatiquement par un ré  et un sol , transposé enfin en mode apparent d’ut…
L'œuvre s'ouvre ainsi sur des cascades d'arpèges descendants, capricieux. Un « Tempo di Walzer », assez surprenant, apparaît à la fin du dernier mouvement.
L'œuvre est dédiée à Ferruccio Busoni, lui-même auteur de six intéressantes sonatines pour piano et lui aussi,  « particulièrement friand de modes anciens ou exotiques ».

## Cinquième Sonatine, «alla francese»,op.22(1925)
1. Ouverture (Adagio - Allegro vivo - Adagio I°)
2. Courante (Allemande)
3. Sarabande (adagio)
4. Gavotte (allegro giocoso)
5. Pavane et Gaillarde (Solenne, più mosso, scherzando)
6. Gigue (Vivace)

Dédiée à Robert Casadesus, son créateur (Paris, 26 janvier 1929), cette sonatine se présente plutôt le schéma d'une suite française — et c'est sous ce titre qu'Emmanuel l'adapte pour orchestre, en 1935, ajoutant après la Sarabande un Divertissement et avec le numéro d'opus 26. 
L'ouverture à la française fortement contrastée, dans une découpe vif–lent–vif traditionnelle, parfaitement dans le goût baroque (celui d'un Louis Couperin, par exemple) est « piquée » d'harmonies audacieuses, comme les cinq danses qui suivent. 
La gaillarde se présente comme le « double » — en mode majeur — de la pavane, et les grands écarts de l’ouverture reviennent à la fin de la |gigue, extrêmement rapide, assurant l'unité de l'ensemble.

## Sixième Sonatine,op.23(1926)
1. Scherzando
2. Adagio
3. Presto con fuoco

Cette dernière sonatine, la plus brève de toutes (sept minutes), et probablement la plus virtuose, est dédiée à Yvonne Lefébure. 
Elle offre la synthèse du langage harmonique de son auteur : dès la troisième mesure, après une phrase monodique de la main droite se présente la superposition de tierces : fa –la –do –mi–sol –si –ré–fa … L'écriture en est légère et déliée, d'une grande liberté de rythmes.
Le presto con fuoco, d'une tension qui ne se relâche jamais, est écrit dans le style d'une toccata. La pièce s'achève fortissimo en croches piquées, descendant tierces par tierces jusqu'au la, à l'extrême grave du piano, « senza Ped. ».

## Discographie
- Trois sonatines (III, IV et VI) – Yvonne Lefébure (22-24 octobre 1974, FY CD109 / Disques du Solstice),  (OCLC 1088615509 et 974541305)
- Les six sonatines – Marie-Catherine Girod (1986, Cybelia/Accord 476 165 8), (OCLC 494218315)
- Les six sonatines – Peter Jacobs (en) (8-9 janvier 1987, Continuum CCD 1048 / Heritage HTGCD 157) (OCLC 931311852)
- Les six sonatines – Laurent Wagschal (2013, Timpani 1C1194), (OCLC 951677307)
- Les six sonatines pour piano – Patrick Hemmerlé (2021, Melism Records MLS-CD-018).

Il convient de signaler que Marie-Catherine Girod ne joue pas les reprises des quatre danses de la Cinquième sonatine. Ainsi, son interprétation dure trois minutes de moins que celle de Laurent Wagschal.

## Source
- Alfred Cortot, La Musique française de piano, Paris, Presses universitaires de France, coll. « Quadrige » (no 25), 1981 (1re éd. 1930–1932), 764 p. (ISBN 2-13-037278-3, OCLC 612162122, BNF 34666356), « Les six sonatines pour piano de Maurice Emmanuel », p. 453–482.
- François-René Tranchefort (dir.), Guide de la musique de piano et de clavecin, Paris, Fayard, coll. « Les indispensables de la musique », 1987, 870 p. (ISBN 978-2213016399, BNF 34978617), p. 347-348.
- Guy Sacre, La musique pour piano : dictionnaire des compositeurs et des œuvres, vol. I (A-I), Paris, Robert Laffont, coll. « Bouquins », 1998, 2998 p., « Maurice Emmanuel », p. 1052–1058.